# Ярослав Родзевіч
Ярослав Родзевіч (пол. Jarosław Rodzewicz, нар. 11 травня 1973, Гдиня, Польща) — польський фехтувальник на рапірах, срібний призер Олімпійських ігор 1996 року.

## Виступи на Олімпіадах
| Олімпіада    | Дисципліна      | Місце |
| ------------ | --------------- | ----- |
| Атланта 1996 | командна рапіра | 2     |